# Miguel Carrión
Miguel Carrión (Murcia, 1915) fue un ciclista español que fue profesional entre 1933 y 1943.

## Biografía
Carrión debutó en 1931 con su participación en la Vuelta a Murcia donde quedó último. Más prometedora fue su participación sus siguientes años, quedando tercero en la prueba Barcelona-Madrid en 1932 y ganando la Vuelta a Murcia en 1933. 
En 1935, se convierte en uno de los ciclistas más jóvenes en participar en la primera edición de la Vuelta a España, en la que acabó en octava posición en el premio de la montaña y decimonoveno en la clasificación general. En la siguiente edición de 1936, Carrión consiguió el tercer puesto en la decimoséptima etapa y acabó decimonoveno en la clasificación general. 
Después de la Guerra Civil Española, Carrión participó en dos ocasiones en la Vuelta a Levante, en la Vuelta a España y ganó la Vuelta Ciclista a Madrid.

## Palmarés
1932
- 3.º en la Barcelona-Madrid
- 1.º en la Vuelta a Murcia

1933
- 5.º en una la 6.º etapa de la Vuelta a Levante
- 4.º en una la 9.º etapa de la Vuelta a Levante

1934
- 2.º en el Campeonato Provincial de Murcia

1936
- 3.º en una la 17.º etapa de la Vuelta a España

1939
- 1.º en la Vuelta Ciclista a Madrid.

1941
- 3.º en una la 11.º etapa de la Vuelta a España